# よしもとモノマネGP
『よしもとモノマネGP』（よしもとモノマネグランプリ）とは、毎日放送（MBSテレビ）と吉本興業が共同制作において放送されたものまねバラエティ・お笑い特別番組である。2009年と2010年の2回のみ放送された。

## 概要・内容
- 2009年から毎年で開催される『よしもとモノマネGP』のうち京橋花月で公開録画されているもの。
- よしもとクリエイティブ・エージェンシー所属の芸人がモノマネ自慢を披露して各部門によるモノマネ大賞が決定する。
- モノマネが上手いだけではなく笑いのセンスが必要というルールである。

## 司会者
- ハイヒール・リンゴ
- 小籔千豊

## 出演者

### 第1回
男性
おかけんた、ショウショウ、林家そめすけ、なだぎ武（ザ・プラン9）、中川家、鈴木つかさ
中川貴志（ランディーズ）、山田大介（ストリーク）、しあつ野郎、ジャンクション（現・ファミリーレストラン）
とろサーモン、木村卓寛（天津）、キバ（極悪連合）、ウーイェイよしたか（スマイル）、モンスターエンジン
プラスマイナス、武智正剛（スーパーマラドーナ）、キャバレー、市川義一（女と男）、奥田修二（学天即）
エハラマサヒロ、シューレスジョー、がっきー
女性
いがわゆり蚊、森田まりこ、山本奈臣実、渡辺直美、稲垣早希（桜）
男女混合
ビタミンS

### 第2回
男性
おかけんた、ショウショウ、太平まさひこ、林家そめすけ、なだぎ武（ザ・プラン9）、中川家、COWCOW、鈴木つかさ
博多華丸、山田大介（ストリーク）、しあつ野郎、どんぴしゃ、学天即、がっきー
女性
めぐまりこ、友近、椿鬼奴、稲垣早希（桜）、グッピィー
男女混合
ビタミンS

## 特別審査員

### 第1回
- 大平サブロー（審査員長）
- 吉澤ひとみ
- 半田健人
- 本並健治

### 第2回
- 大平サブロー（審査員長）
- 松村邦洋
- 石川梨華

## 主な部門

### 第1回
- オール巨人部門

他多数

### 第2回
- 桂小枝部門
- 街角風景部門
- そこやるか～部門（関西ローカルの物中心）
- コラボ部門

他多数

## 放送・公開録画日時
放送時間はいずれも日本標準時。
| 回数 | サブタイトル                   | 公開録画日    | 放送日時                    | 備考 |
| ---- | ------------------------------ | ------------- | --------------------------- | ---- |
| 1    | よしもとモノマネグランプリ     | 2009年2月2日  | 2009年2月21日 14:00 - 15:24 |      |
| 2    | よしもとモノマネグランプリ2010 | 2010年2月16日 | 2010年2月27日 14:00 - 15:24 |      |

## スタッフ
第2回時点のスタッフ
- ナレーター：山中真（MBSアナウンサー）
- 構成：増山実、武輪真人、ハスミマサオ、石塚麻里亜
- SW：袖垣竜也
- CAM：川崎圭一郎、三村友昭
- VE：三本菅彰
- MIX：上野太
- 劇場音響：梶巻久仁彦
- LD：上田和博
- MA：田口雅敏
- EED：牧原保
- 美術・大道具：岸村信治
- 舞台監督：藤井岳
- タイトル・CG：渕野由美
- イラスト：アジ クリエイティブ
- メイク：MORE
- 協力：京橋花月、TRASH、戯音工房、すくらんぶる、大槻衣裳、浪原靴店、長野かつら
- AD：藤井智章、野堀高大、田中理沙、佐藤麻衣子
- ディレクター：渡辺恒史、山下純平、黒川和樹
- AP：真鍋理恵
- プロデューサー：岸本孝博（毎日放送）、坂詰徹（よしもとクリエイティブ・エージェンシー）、上田泰三（ゾフィープロダクツ）
- 製作：毎日放送、吉本興業、ゾフィープロダクツ